# مردود الاستثمار
مردود الاستثمار أو العائد في الاقتصاد (بالإنجليزية: (rate of return (ROR أو return on investment أو rate of profit )
وهي نسبة الربح أو الخسارة (سواء تحققت أو منتظر تحققها) الناتجة عن استثمار، نسبتها بالمقارنة بالمبلغ المستثمر نفسه. وقد يسمى المبلغ المكتسب أو الخسارة فائدة interest أو مكسب/خسارة gain/loss أو الدخل الصافي net income/loss. كما يسمى المبلغ المستثمر أصول asset أو رأسمال capital أو principal of the investment:
ويعبر عن المردود بالنسبة المئوية للمبلغ المستثمر.

## حسابه
نفترض أن المال المستثمر {\displaystyle V_{i}}. ونفترض أن المبلغ الناتج عن الاستثمار {\displaystyle V_{f}}, فيكون المردود بعد فترة واحدة، أو كمتوسط لعدة فترات (أو دورات)، كالآتي:

## فترة واحدة

### 1. حساب المردود
يعرف المردود الحسابي بالمعادلة:
{\displaystyle r_{arith}={\frac {V_{f}-V_{i}}{V_{i}}}}
حيث:
{\displaystyle r_{arith}} المردود، أنظر أيضا معدل الفائدة الفعلية effective interest rate أو المردود المئوي السنوي annual percentage yield.

### 2. المردود المركب
يعرف المردود المركب continuously compounded return أو force of interest بالمعادلة:
{\displaystyle r_{log}=\ln \left({\frac {V_{f}}{V_{i}}}\right)}

## مردود عدة فترات
متوسط مردود عدة فترات أو دورات.

### متوسط مردودات عدة فترات
ويحسب المتوسط الحسابي للمردود خلال عدد n من الفترات بالمعادلة:
{\displaystyle {\bar {r}}_{arithmetic}={\frac {1}{n}}\sum _{i=1}^{n}r_{arith,i}={\frac {1}{n}}(r_{arith,1}+\cdots +r_{arith,n})}

### المتوسط الهندسي لمعدل المردود
وهو يسمى أحيانا معدل المردود المتوازن زمنيا خلال عدد n من الدورات (time-weighted rate of return)، وهو يحسب بالمعادلة التالية:
{\displaystyle {\bar {r}}_{geometric}=-1+{\prod _{i=1}^{n}(1+r_{arith,i})}^{1/n}}
كما يُعرف المتوسط الهندسي لمعدل المردود geometric average rate of return المحسوب لعدد n من السنين، بأنه المردود السنوي annualized return.

## اقرأ أيضًا
- الحد الأدنى للعائد
- معدل الفائدة السنوي
- مركز مربح
- مركز تكلفة
- مركز استثماري
- نظارة الحسابات
- تخصيص الأموال
- حجم الأعمال (اقتصاد)
- عوائد ريع